# Pantana circumdata
Pantana circumdata är en fjärilsart som beskrevs av Walker 1855. Pantana circumdata ingår i släktet Pantana och familjen tofsspinnare. Inga underarter finns listade i Catalogue of Life.